# لوکئوم

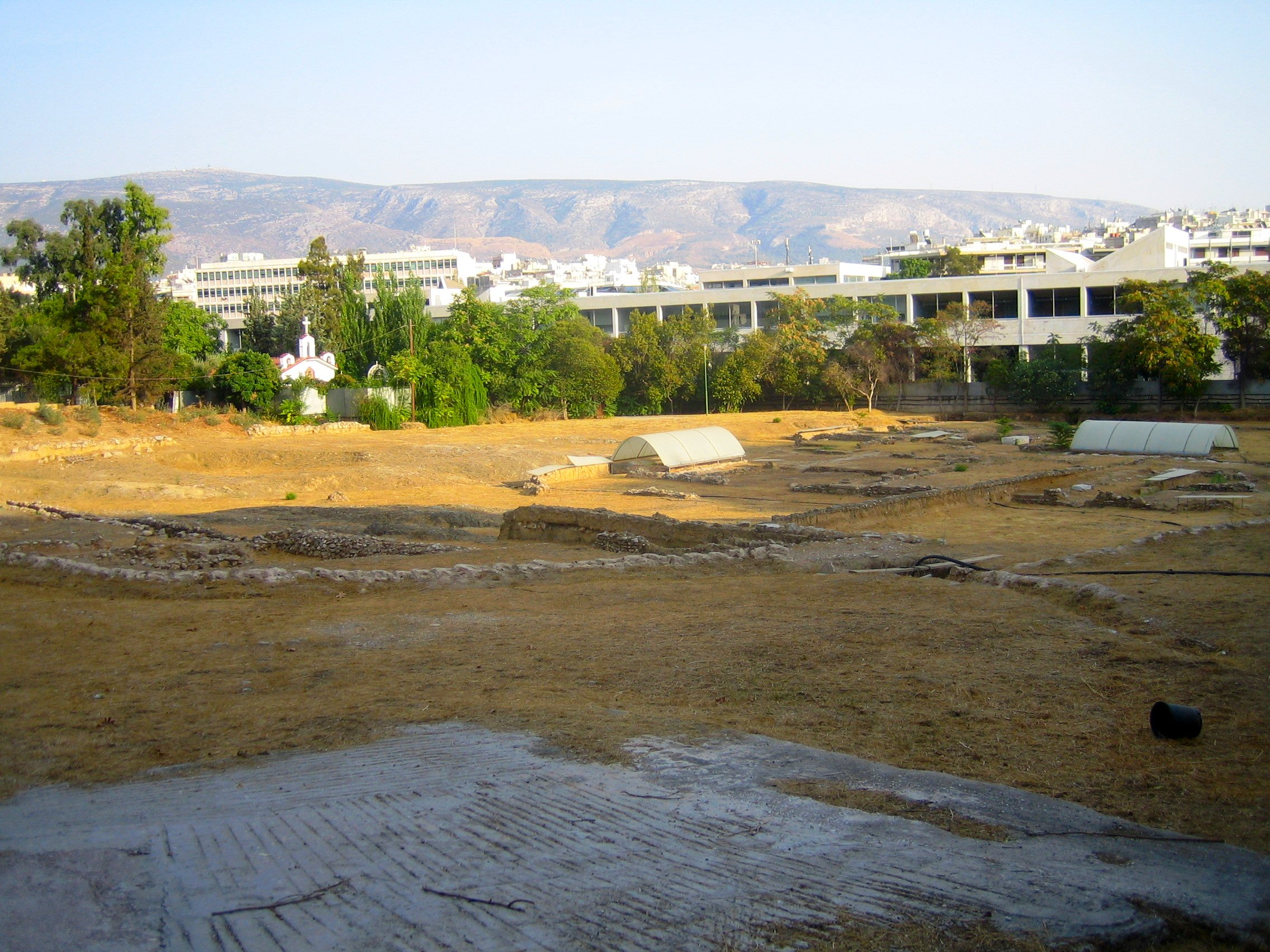
نمایی از بقایای ورزشگاه لوکئون ارسطو در خیابان ریگیلیس، آتن - ۲۰۰۸

لوکئون یا لیسه (به یونانی باستان: Λύκειον, به فرانسوی: Lycée) نام ورزشگاهی مشجر در نزدیکی شهر آتن در یونان باستان بود که ارسطو مدرسهٔ خود را در آن برپا ساخت.

## پیش از ارسطو
ورزشگاه مزبور در نزدیکی معبد آپولوسئوس (آپولو در هیئت گرگ) بود و این‌گونه نام مدرسهٔ ارسطو از آن برگرفته شده‌است. در نوشته‌های باستانی اشاراتی به این مکان وجود دارد. برای نمونه در مطلع مکالمهٔ لوسیس افلاطون , می‌خوانیم که سقراط از آکادمی به لیسیوم می‌رود و باقی ماجرا در میان همین راه رخ می‌دهد. لیسیوم همچنین مکانی برای گفتگوها و مناظرات فلسفی بود. ایسوکراتس و بسیاری از سوفیست‌ها در این مکان آموزش سخنوری می‌دادند.

## دوره ارسطو و پس از آن
ارسطو پس از بازگشت از شهر زادگاهش_استاگیرا_ به آتن، در همین مکان مدرسه اش را به سال ۳۳۴/۳۳۵ ق. م برپا ساخت. زین پس بخش اعظم باقی زندگی او وقف تدریس و تنظیم رسالات فلسفی در لیسیوم شد. در همین جا بود که ارسطو با جمع‌آوری و طبقه‌بندی روشمند کتاب‌ها نخستین کتابخانهٔ تاریخ اروپا را برپا ساخت. برخلاف آکادمی که تمایل بیشتری به ریاضیات و مباحث نظری داشت، لیسیوم بیشتر متمایل به علوم تجربی و پژوهش‌های زیستی بود.
پس از گریختن ارسطو از آتن در واپسین ماه‌های زندگیش زمام لیسیوم به دست تئوفراستوس رسید که از سال ۳۲۲ تا زمان مرگش در ۲۸۷ در این مسئولیت ماند.